# Seznam medailistů na mistrovství světa v běhu na 800 m
Běh na 800 metrů patří do programu mistrovství světa od prvního ročníku v roce 1983. Výkonnost vítězů se od prvních ročníků světového šampionátu drží na přibližně stejné úrovni.

## Rekordmani mistrovství světa v atletice

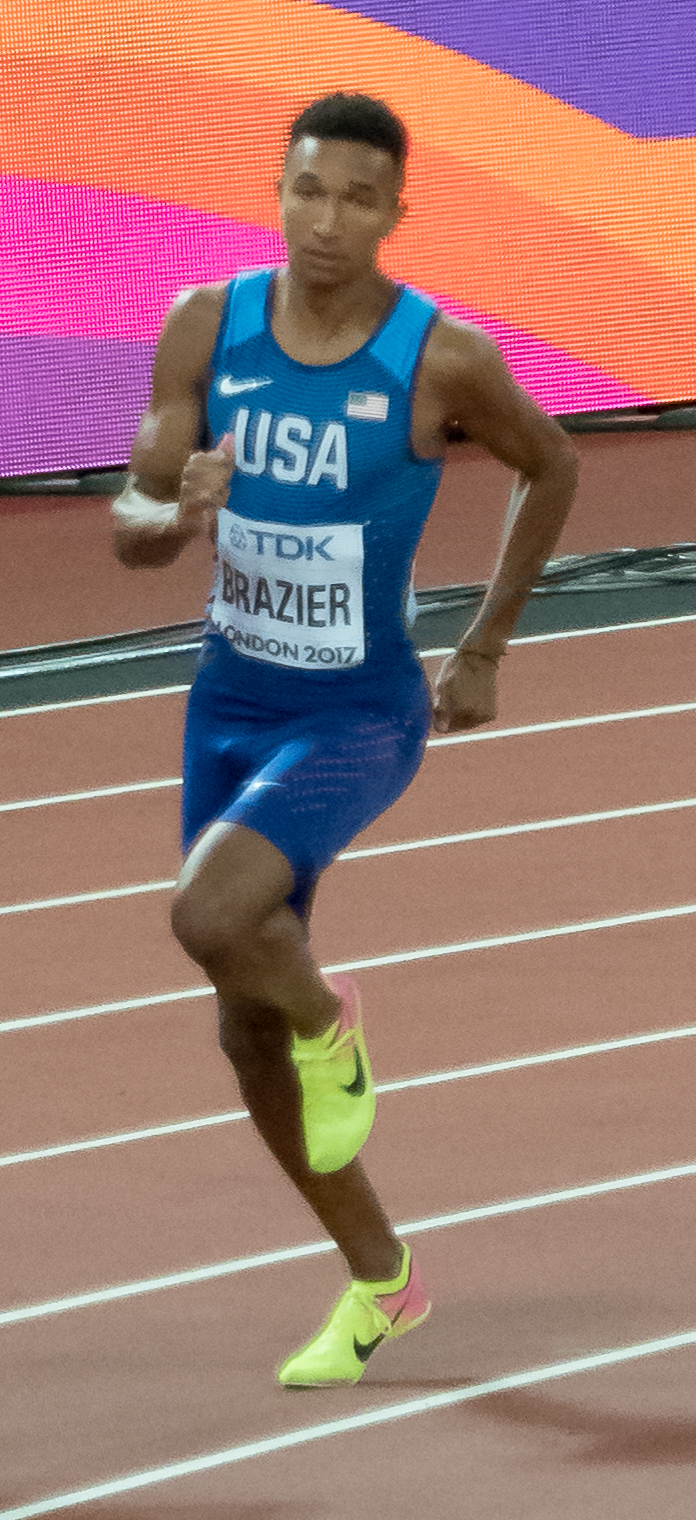
Muži -  Donavan Brazier
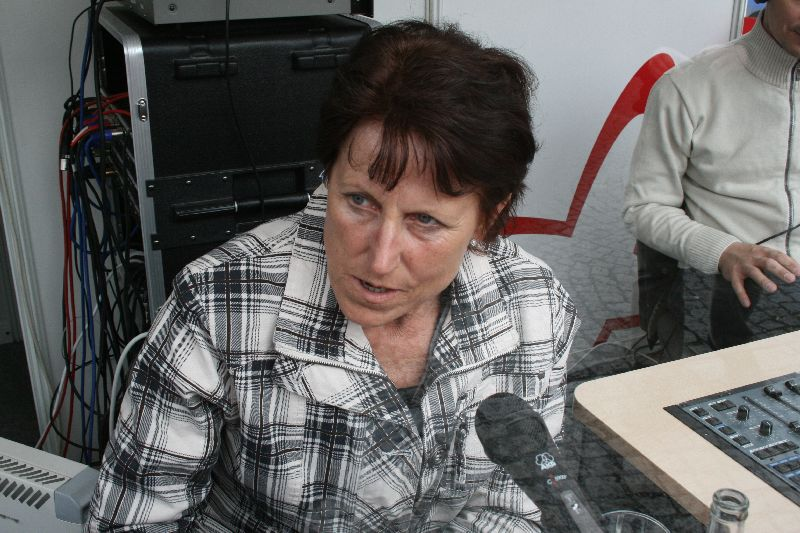
Ženy -  Jarmila Kratochvílová

### Muži
| Rok     | Místo     | Zlato                 | Výkon vítěze  | Stříbro              | Bronz                     |
| ------- | --------- | --------------------- | ------------- | -------------------- | ------------------------- |
| MS 1983 | Helsinky  | Willi Wülbeck         | 1:43,65       | Rob Druppers         | Joaquim Cruz              |
| MS 1987 | Řím       | Billy Konchellah      | 1:43,06       | Peter Elliott        | José Luíz Barbosa         |
| MS 1991 | Tokio     | Billy Konchellah      | 1:43,99       | José Luíz Barbosa    | Mark Everett              |
| MS 1993 | Stuttgart | Paul Ruto             | 1:44,71       | Giuseppe D'Urso      | Billy Konchellah          |
| MS 1995 | Göteborg  | Wilson Kipketer       | 1:45,08       | Arthémon Hatungimana | Vebjørn Rodal             |
| MS 1997 | Athény    | Wilson Kipketer       | 1:43,38       | Norberto Tellez      | Rich Kenah                |
| MS 1999 | Sevilla   | Wilson Kipketer       | 1:43,30       | Hezekiél Sepeng      | Djabir Said-Guerni        |
| MS 2001 | Edmonton  | André Bucher          | 1:43,70       | Wilfred Bungei       | Paweł Czapiewski          |
| MS 2003 | Paříž     | Djabir Said-Guerni    | 1:44,81       | Jurij Borzakovskij   | Mbulaeni Mulaudzi         |
| MS 2005 | Helsinky  | Rašíd Ramzí           | 1:44,24       | Jurij Borzakovskij   | William Yiampoy           |
| MS 2007 | Ósaka     | Alfred Kirwa Yego     | 1:47,09       | Gary Reed            | Jurij Borzakovskij        |
| MS 2009 | Berlín    | Mbulaeni Mulaudzi     | 1:45,30       | Alfred Kirwa Yego    | Yusuf Saad Kamel          |
| MS 2011 | Tegu      | David Lekuta Rudisha  | 1:43,91       | Abubaker Kaki        | Jurij Borzakovskij        |
| MS 2013 | Moskva    | Mohammed Aman         | 1:43,31       | Nick Symmonds        | Ayanleh Souleiman         |
| MS 2015 | Peking    | David Lekuta Rudisha  | 1:45,84       | Adam Kszczot         | Amel Tuka                 |
| MS 2017 | Londýn    | Pierre-Ambroise Bosse | 1:44,67       | Adam Kszczot         | Kipyegon Bett             |
| MS 2019 | Dauhá     | Donavan Brazier       | 1:42,34 – RMS | Amel Tuka            | Ferguson Cheruiyot Rotich |
| MS 2022 | Eugene    | Emmanuel Korir        | 1:43,71       | Djamel Sedjati       | Marco Arop                |
| MS 2023 | Budapešť  | Marco Arop            | 1:44,24       | Emmanuel Wanyonyi    | Ben Pattison              |

### Ženy
| Rok     | Místo     | Zlato                  | Výkon vítěze  | Stříbro               | Bronz                    |
| ------- | --------- | ---------------------- | ------------- | --------------------- | ------------------------ |
| MS 1983 | Helsinky  | Jarmila Kratochvílová  | 1:54,68 – RMS | Ljubov Gurinová       | Jekatěrina Podkopajevová |
| MS 1987 | Řím       | Sigrun Wodarsová       | 1:55,26       | Christine Wachtelová  | Ljubov Gurinová          |
| MS 1991 | Tokio     | Lilija Nurutdinovová   | 1:57,50       | Ana Fidelia Quirotová | Ella Kovacsová           |
| MS 1993 | Stuttgart | Maria Mutolaová        | 1:55,43       | Ljubov Gurinová       | Ella Kovacsová           |
| MS 1995 | Göteborg  | Ana Fidelia Quirotová  | 1:56,11       | Letitia Vriesdeová    | Kelly Holmesová          |
| MS 1997 | Athény    | Ana Fidelia Quirotová  | 1:57,14       | Jelena Afanasjevová   | Maria Mutolaová          |
| MS 1999 | Sevilla   | Ludmila Formanová      | 1:56,68       | Maria Mutolaová       | Světlana Mastěrkovová    |
| MS 2001 | Edmonton  | Maria Mutolaová        | 1:57,17       | Stephanie Grafová     | Letitia Vriesdeová       |
| MS 2003 | Paříž     | Maria Mutolaová        | 1:59,89       | Kelly Holmesová       | Natalja Chruščelevová    |
| MS 2005 | Helsinky  | Zulia Calatayudová     | 1:58,82       | Hasna Benhassi        | Taťjana Andrianovová     |
| MS 2007 | Ósaka     | Janeth Jepkosgei       | 1:56,04       | Hasna Benhassi        | Mayte Martínezová        |
| MS 2009 | Berlín    | Caster Semenyaová      | 1:55,45       | Janeth Jepkosgeiová   | Jennifer Meadowsová      |
| MS 2011 | Tegu      | Caster Semenyaová      | 1:56,35       | Janeth Jepkosgeiová   | Alysia Montaño           |
| MS 2013 | Moskva    | Eunice Jepkoech Sumová | 1:57,38       | Brenda Martinezová    | Alysia Montaño           |
| MS 2015 | Peking    | Maryna Arzamasavová    | 1:58,03       | Melissa Bishopová     | Eunice Jepkoech Sumová   |
| MS 2017 | Londýn    | Caster Semenyaová      | 1:55,16       | Francine Niyonsabaová | Ajee Wilsonová           |
| MS 2019 | Dauhá     | Halimah Nakaayiová     | 1:58,04       | Raevyn Rogersová      | Ajee Wilsonová           |
| MS 2022 | Eugene    | Athing Mu              | 1:56.30       | Keely Hodgkinsonová   | Mary Moraaová            |
| MS 2023 | Budapešť  | Mary Moraaová          | 1:56.03       | Keely Hodgkinsonová   | Athing Mu                |